# 李仲麟 (1920年)
李仲麟（1920年—2000年），男，浙江鄞县人，中华人民共和国军事人物，中国人民解放军少将，曾任华东工程学院院长，中国兵工学会副理事长。